# 新幹線400系電力動車組
新幹線400系電力動車組是東日本旅客鐵道（JR東日本）「新干线直行特急」列車（迷你新幹線）使用的新干线车辆。

## 概要
新幹線400系電力動車組是屬於JR東日本作為新幹線和在來線間毋須乘換的“新在直通運轉”列車，於1992年正式投入服務。基本上除了後期增購的429形車廂由JR東日本直接購入外，其餘車廂均由山形JR直行特急保有公司所有，租賃予JR東日本並辦理車籍，因此實際上400系乃目前唯一非由JR或國鐵獨有的新幹線列車車款。山形新幹線使用了奧羽本線的一段線路，其中在福島至新段的橋樑、隧道和電氣設備基本上沿用了原來的系統，只是在原有基礎上加了一條鐵軌，使之成為與新幹線一樣的1435mm標準軌距（所以採用7輛為一列編組），因此400系列新幹線的車身寬度和在來線列車相同。同時由於列車和新幹線區間的月台間產生了縫隙，400系列車的車門特別裝置了上下車踏板收納裝置。
為了在新幹線區間與山彥號併結行駛，翼的第11號車廂車頭設有自動連結器及分離裝置，這也是在新幹線系統上首次使用，另外使用的還是菱形集電弓。
400系列新幹線能在新幹線區段以240km/h高速運行，於在來線區段也能爬越急坡，其中有坡度38/1000的板谷嶺。
車體當初是銀灰色配深灰色與綠色帶，在山形新幹線延長到新後，車身和客室都曾進行改裝。

## 構造

### 車辆概要
虽然在分類上是屬於新干线车辆，不过，为了要能夠行駛於在來線上，車身則設計為车身长度20,000mm、车身幅度2,945mm的在來線规格。
400系列新幹線的車身寬度和在來線列車相同，同時由於列車和在新幹線區間的月台間產生了縫隙，400系列車的車門特別裝置了上下車踏板收納裝置，在新干线的各站停车時會自动地伸出，以填補列車和月台之間的间隙。
為了在新幹線區間與山彥號併結行駛，在第11號車廂車頭設有自動連結器及分離裝置，這也是在新幹線系統上首次使用。从山形新干线开业到2001年9月20日止與200系一起联结，自2001年9月20日到2010年為止的营业驾驶則只与E4系联结。
在客室窗戶方面，绿色車廂采用每列座位1個小窗，普通车廂則採用每2列座位1個大窗。

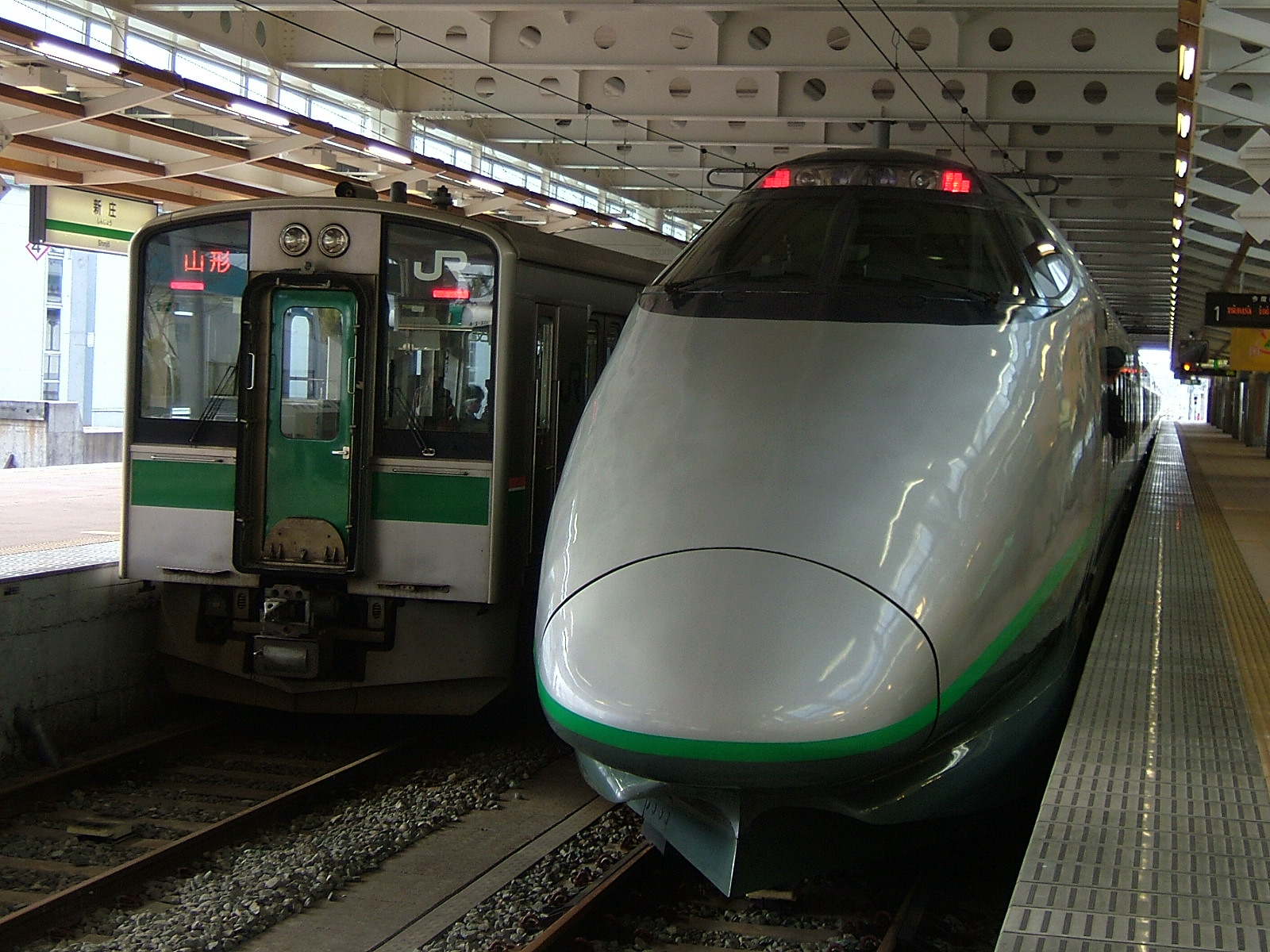
400系与在来线车辆
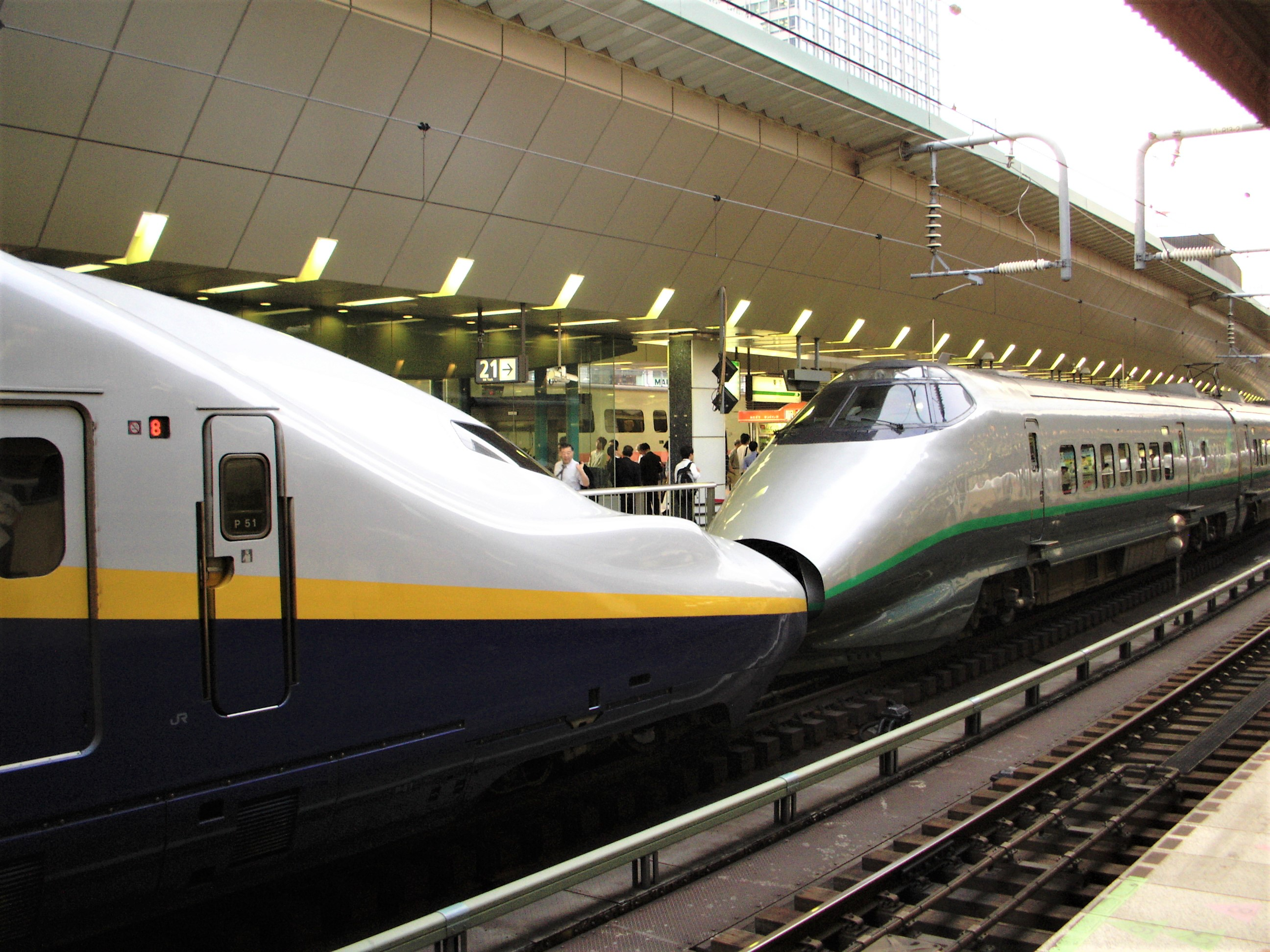
E4系「Max」連結状態
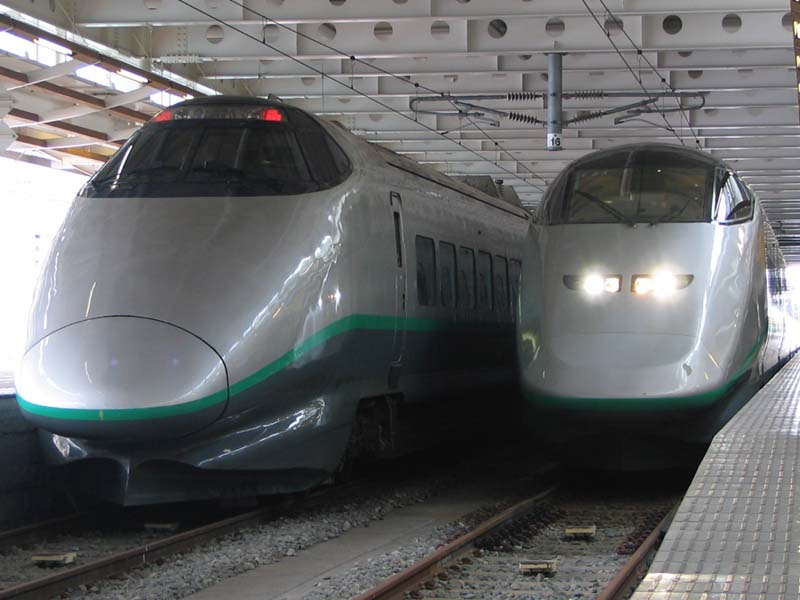
400系与E3系1000番台

### 涂装

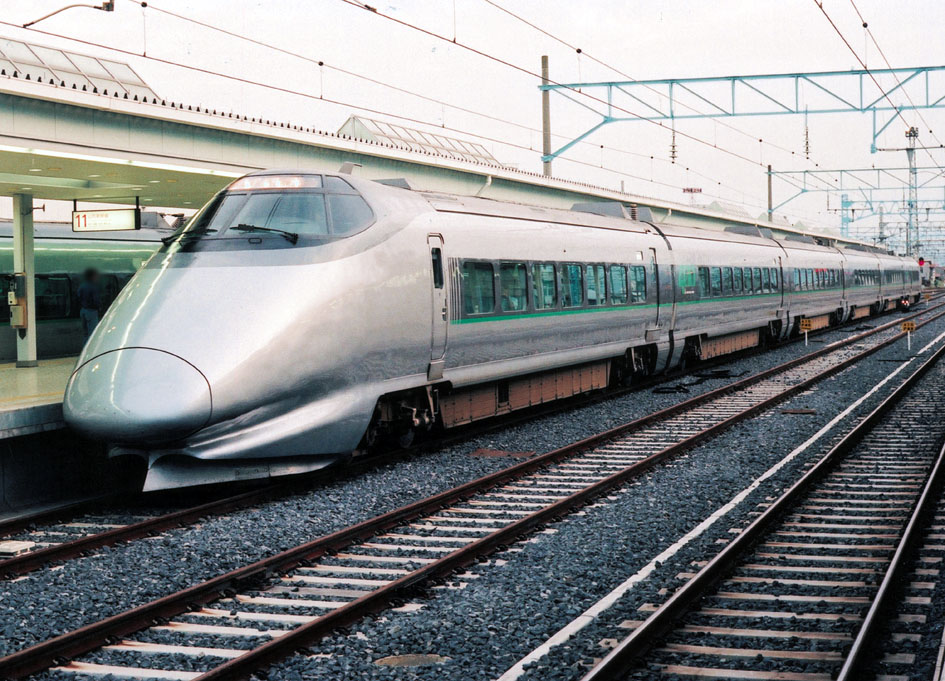
400系旧塗装6辆編成（山形站）

剛製造出廠的时候，采用了銀灰色配深灰色及綠色帶，在窗戶部分采用深灰色的带子，窗下采用绿色线。於车身侧面被粘贴的标志记号，标明型式称号為「400」。东海道、山阳新干线列車到300系为止的列車側面涂裝，係以白色做为基调加上青色的带子，而在东北、上越新干线列車則是在車身塗裝上绿色的带子，以灰色基调的颜色被认为是当时崭新的设计。
1999年（平成11年）12月4日，山形新幹線延伸營業到新站，而为了要和增加配置的E3系1000番台列車外部塗裝一致，所有400系列車的外部塗裝則依次改造為上部銀色、下部深灰色為底，中間加上一條绿色线，标志和客艙装饰也被改造。

### 电源、制动装置
电源為交流50Hz、25,000V（新干线）和交流50Hz、20,000V（在来线）的双方面电源对应。動力及制动方式与200系大体上皆采用了同样的硅控制閘流體相位整流器，及发电制動并用電氣指令式制動，且装备了於在來線奥羽本线板谷嶺陡坡区间行车的抑速制動裝置。到目前為止，装载直流电动机的新干线车辆，在400系的制造之后，就没有再被应用到了。
驾驶保安装置為新干线区间的ATC-2型、DS-ATC型和在来线区间的ATS-P型。营业最高速度在新干线区间為240 km/h，在來线区间為130km/h。在速度测试上於1990年创造了336 km/h的记录，1991年則创造了345.8 km/h的记录。速度顯示器在当初是使用指針式表示，並於右下方輔以七段數字显示器來顯示列車速度；不过，在东北新干线引进DS-ATC之後，被更換為與E3系同样的螢幕式速度顯示器。

### 無枕梁式轉向架及行车性能
該系列車为JR东日本的新干线车辆第一次采用了無枕梁式轉向架。
以鐵道總合技术研究所(JR鐵道總研)所进行的迷你新干线用的無枕梁式轉向架研究做为基礎，試行製造了DT9028、DT9029、DT9030之3种轉向架型式，軸箱支持方式分別是线圈发条圆锥橡胶并用式、圆锥橡胶式、橡胶板发条并用式共三種。从行车测试運行的结果和保養維護性等观点，而製造了以DT9030型轉向架做为基本的DT204/DT204A型轉向架。
轴箱支持方式从200系的IS式，變更為橡胶板发条并用式。在列車牽引力、加减速特性等方面大体上与200系同样；不过，由於要对应新干线区间和在來线区间双方的規格，除了轴距从2,500 mm缩短為2,250 mm以外，齿輪数比也从200系的2.17增加為2.70，同時為了要對應新干线区间的240 km/h營運時速，而將电动机的容许回轉圈数提高。再者，為了要跟E4系連結運轉，而將E4系列車的牽引力、加减速特性等调整成与400系同样的性能。

### 集电装置

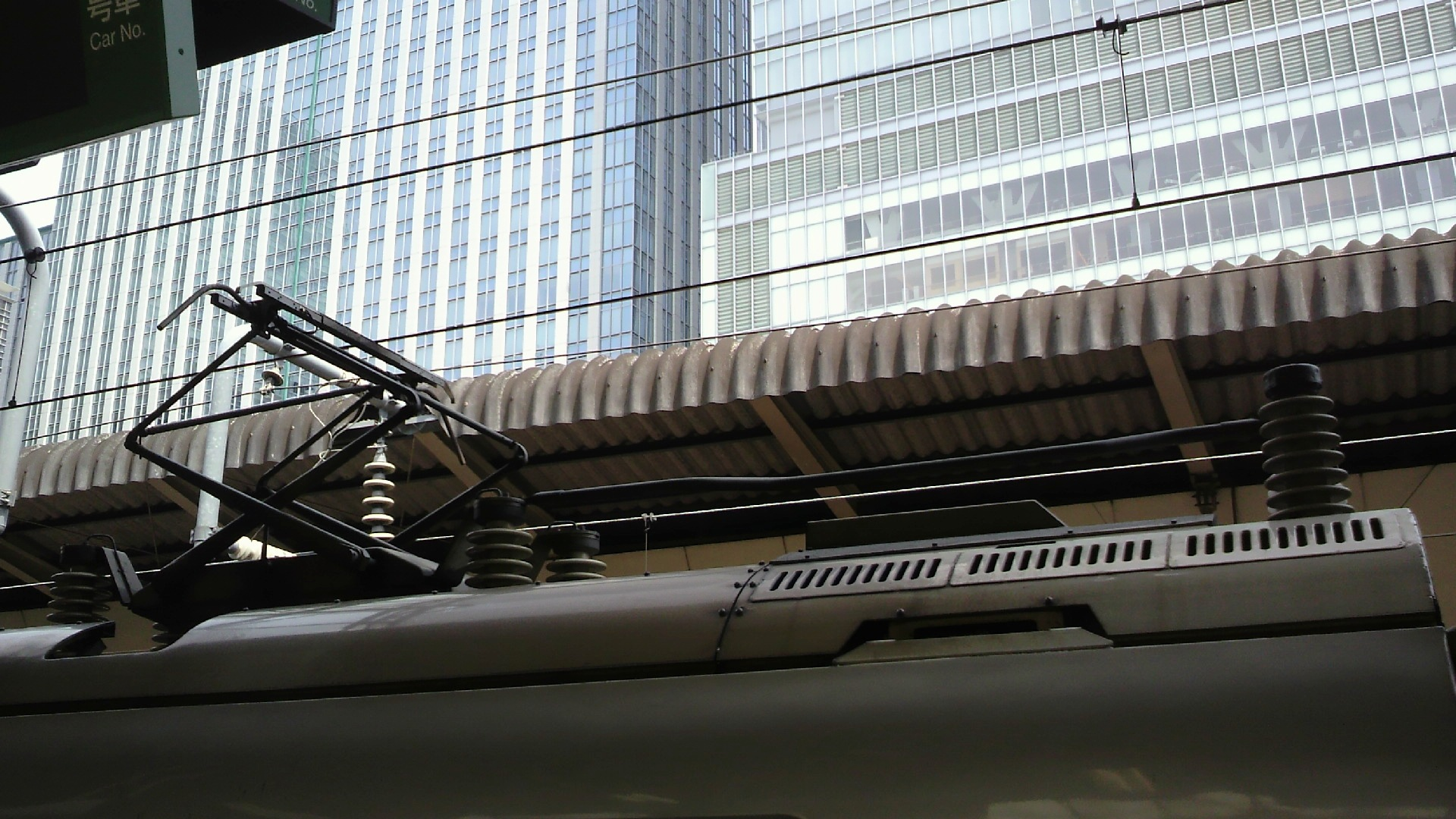
400系的菱形受电弓

受电弓采用菱形的PS204型式，設置在第12号和第14号车厢，以對應新干线区间和在来线区间的架线上差异。受电弓罩由於在来线车身高度的关系而未設置。在新干线区间使用全部的2組集電弓，於在来线区间則只使用1組。

### 设备
綠色车廂和普通车廂均在车端的1处设置了乘客用車门與玄關。
厕所当初為每2節車廂(奇数号车厢的山形、新庄側)设置1处。不过，随着429型式加入伴随的7两編組化，而改设置於第11

### 内装及座席

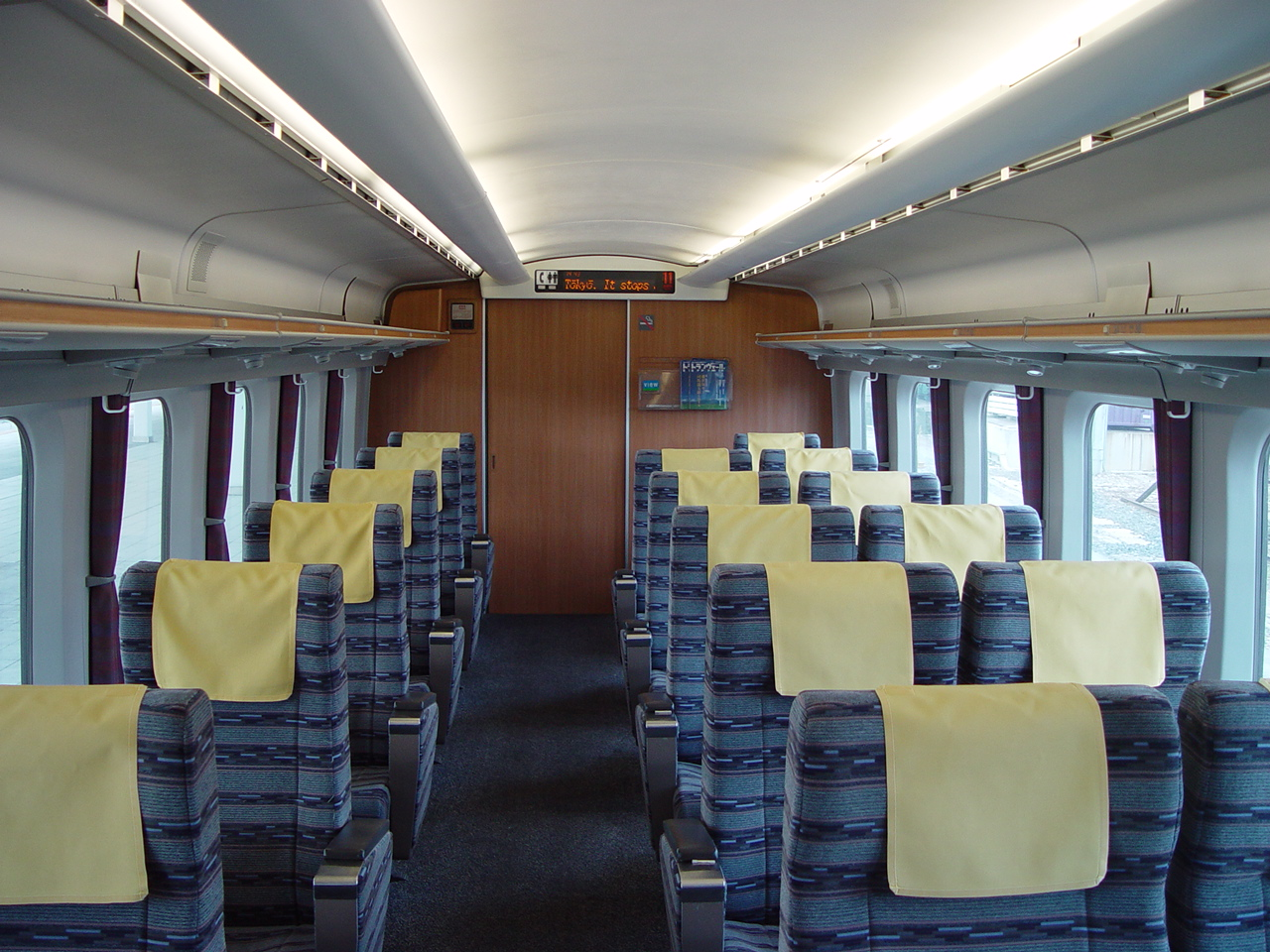
綠色车廂車内（改造化后）

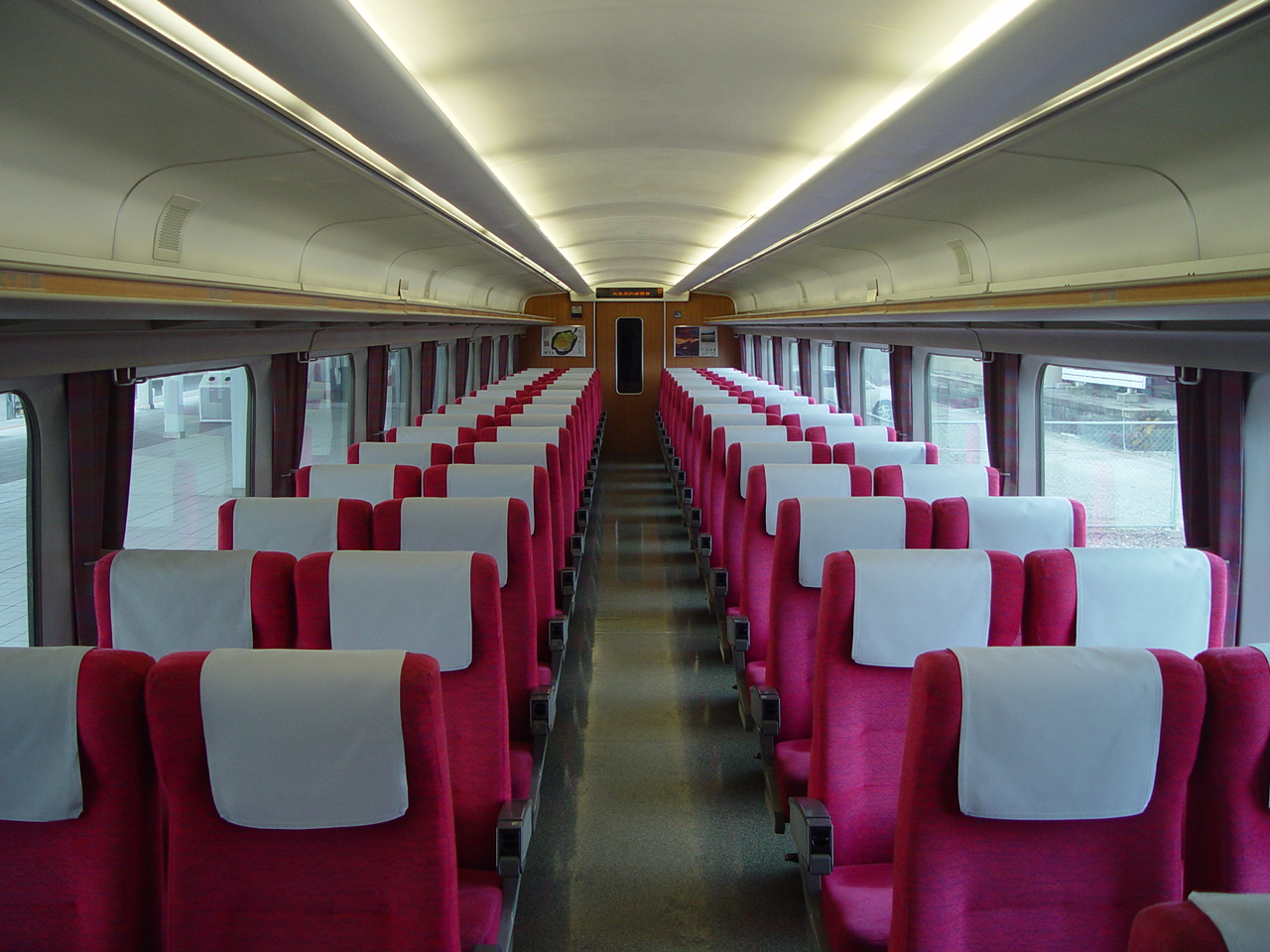
普通車廂对号座席車内（改造化后）

因为400系车身幅度較窄，普通车廂座位排列方式为横(侧)2列+2列的4列式，綠色车廂(第11号车厢)則為横(侧)2列+1列的3列式。
新幹線列車綠色车廂的横（侧）3列式座位配置為400系列車所特有。座位號碼編號為A-B-D的型式，其中的座位號碼編號D是1人單獨排列的座位，座位号码編號C則沒有出現。这是因为在后來登场的E3系1000番台綠色车廂的座位排列型式为横（侧）2+2列，而且在E3系登场以前，400系列車綠色车廂的1人單獨排列座位的座位号码編號為C。
普通车廂对号座席车辆（第12-15号车厢）和自由座席车辆（第16、17号车厢）座位的座席間距不同，前者为JR东日本的新干线普通车廂的标准座席間距980mm，后者被认为是从座定员确保的观点与485系等同样的910mm。
在座椅顏色方面，当初綠色车廂采用紫色系，普通车廂指定席採用茶色系，自由席則為青色系。在1999年山形新干线E3系投入營運的时候，实施了列車座位的改造与前述的车身涂裝颜色的变更。

## 列車编组
属于本系列的各型式名稱和车型如以下編組表所示。
以奇数號型式與偶数號型式组成一双构成MM'单元，与MM'单元3组及附随车1辆构成1列編组。

### 結束營業當時的列車編組表
|      | ←東京                     | ←東京                    | L編組                   | L編組                    | L編組                   | 山形、新→               | 山形、新→                 |
| 編組 | 11号車 411型 （Msc） 20名 | 12号車 426型 （M'） 67名 | 13号車 425型 （M） 60名 | 14号車 426型 （M'） 68名 | 15号車 429型 （T） 64名 | 16号車 425型 （M） 64名 | 17号車 422型 （M'c） 56名 |
| L1   | 1                         | 201                      | 1                       | 1                        | 1                       | 201                     | 1                         |
| L2   | 2                         | 202                      | 2                       | 2                        | 2                       | 202                     | 2                         |
| :    | :                         | :                        | :                       | :                        | :                       | :                       | :                         |
| L11  | 11                        | 211                      | 11                      | 11                       | 11                      | 211                     | 11                        |
| L12  | 12                        | 212                      | 12                      | 12                       | 12                      | 212                     | 12                        |

411型
為绿色車廂的控制电动车，作为第11号车厢使用。設置往东京方向驾驶台、厕所、盥洗室、车内销售准备室、乘务员室、轮椅对应设备，装载主控制装置、主电阻器，及與200系和E4系的分割、合并装置等，定员20名。
422型
為普通車廂的控制电动车，作为第17号车厢（在7两編組化前為第16号车厢）使用。設置往山形、新庄方向驾驶台、滑雪裝備收纳箱，装载主变压器、主整流装置、辅助电源装置、空气压缩机等，定员56名
425型
為普通車廂的中间电动车。設置西式厕所、男子小便用厕所、盥洗室、电话卡专用公共电话机，装载主控制装置、主电阻器等。 
0番台
作為第13号车厢使用，定员60名。原本在該車廂設置自動販賣機，但於2008年3月停止使用。
200番台
作為第16号车厢（在7两編組化前為第15号车厢）使用，定员64名。
426型
為普通車廂的中间电动车，裝載主变压器、主整流装置、辅助电源装置、空气压缩机、装载集电装置等。 
0番台
作為第14号车厢使用，設置滑雪裝備收纳箱，定员68名。
200番台
作為第12号车厢使用，設置轮椅对应座位，並配置AED，定员67名。
429型
為普通車廂的中间附随车，作为第15号车厢使用，是在1995年的7两編組化时被加挂的车辆。設置厕所、盥洗室，预备滑雪收纳箱，装载辅助电源装置、空气压缩机等，定员64名。
- 2007年3月18日起列车全面禁煙。

### 編組图片

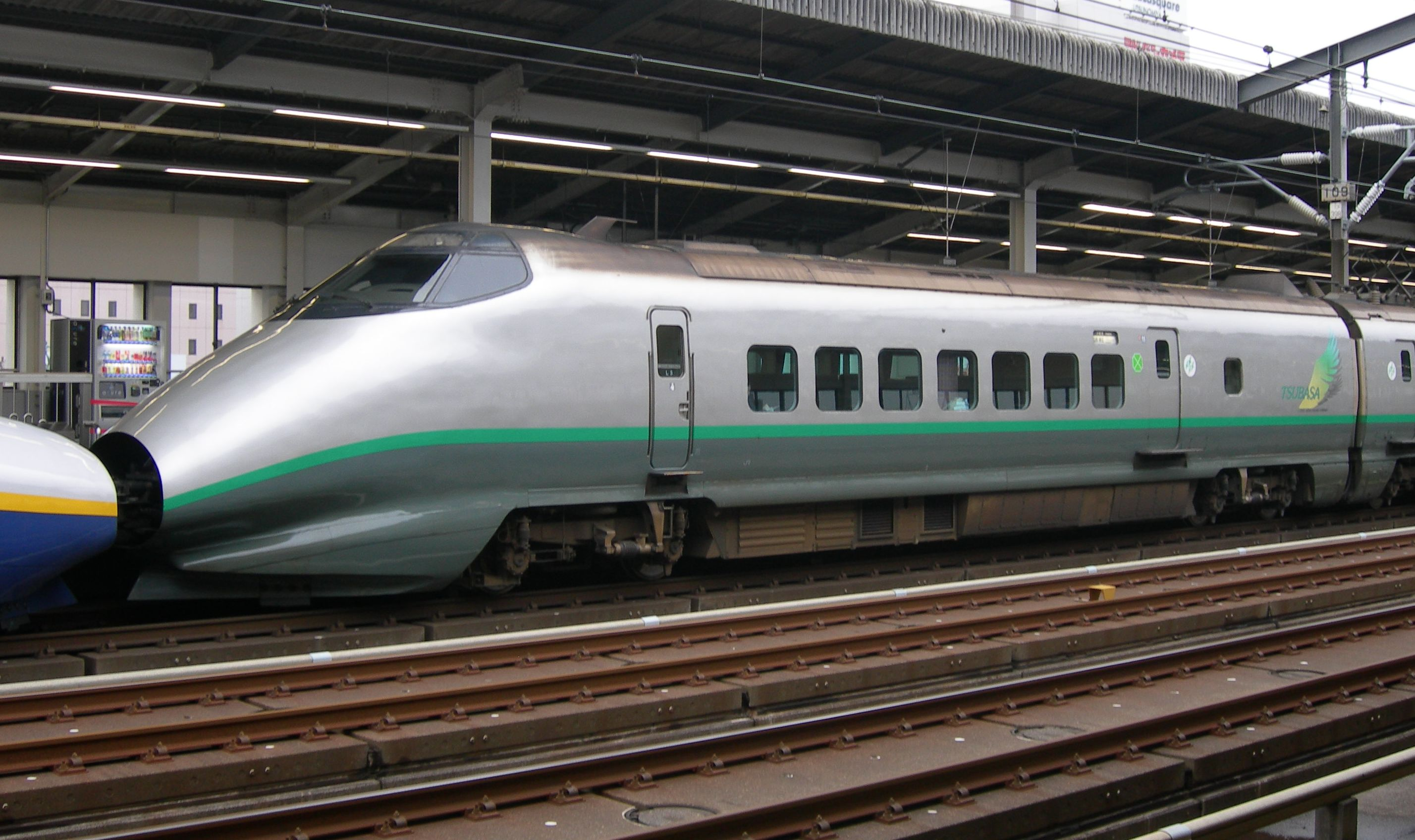
411型（411-3）
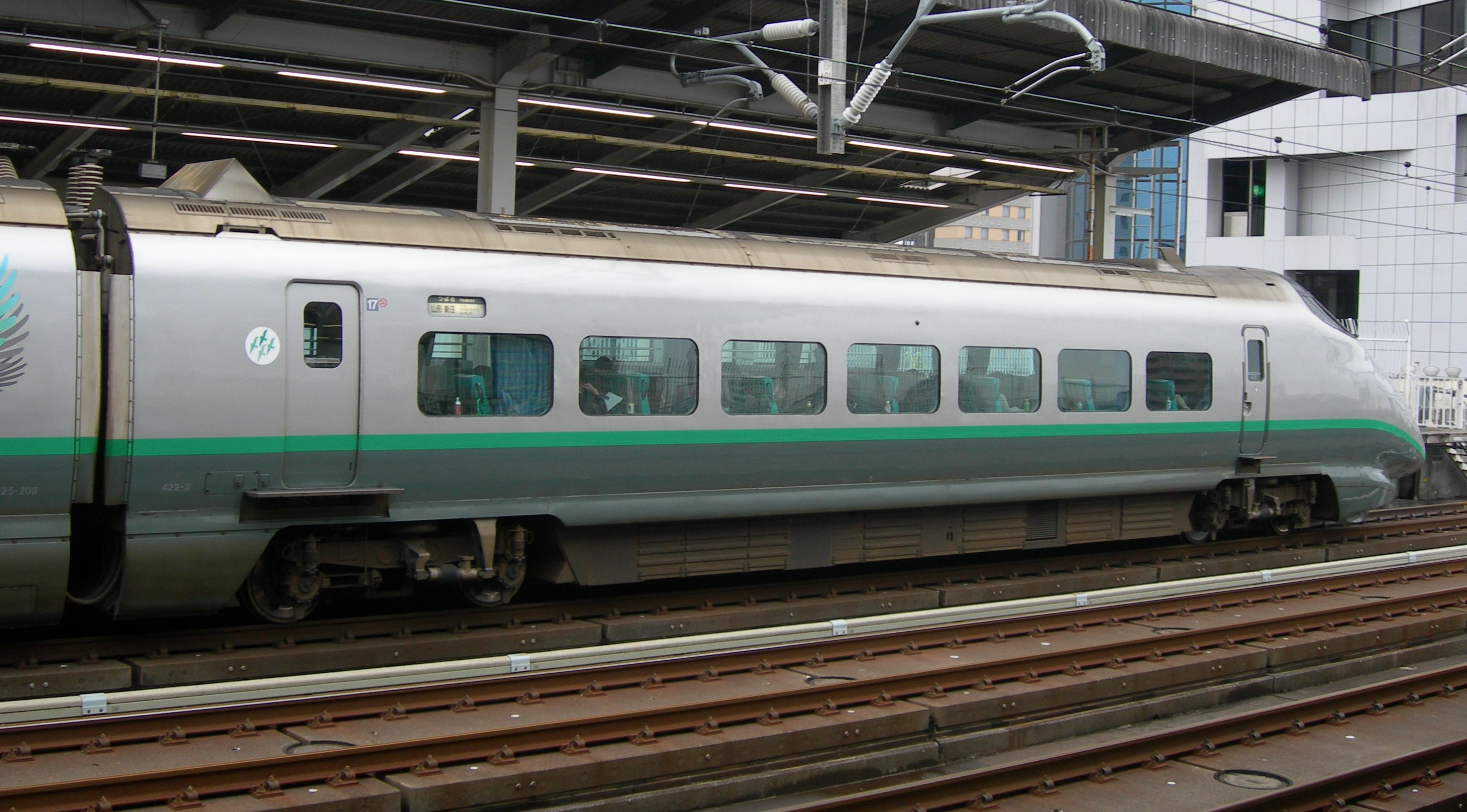
422型（422-3）
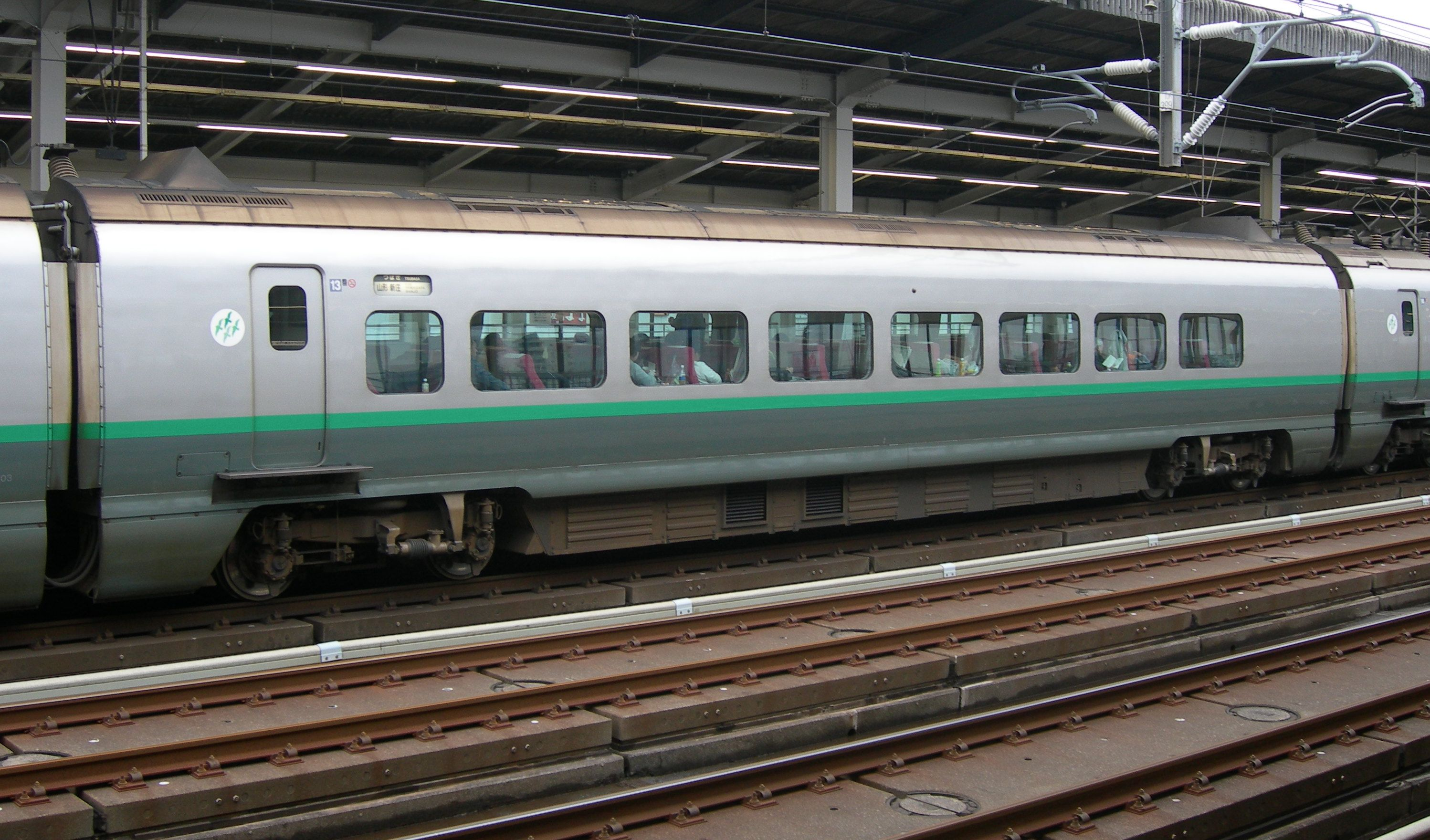
425型0番台（425-3）
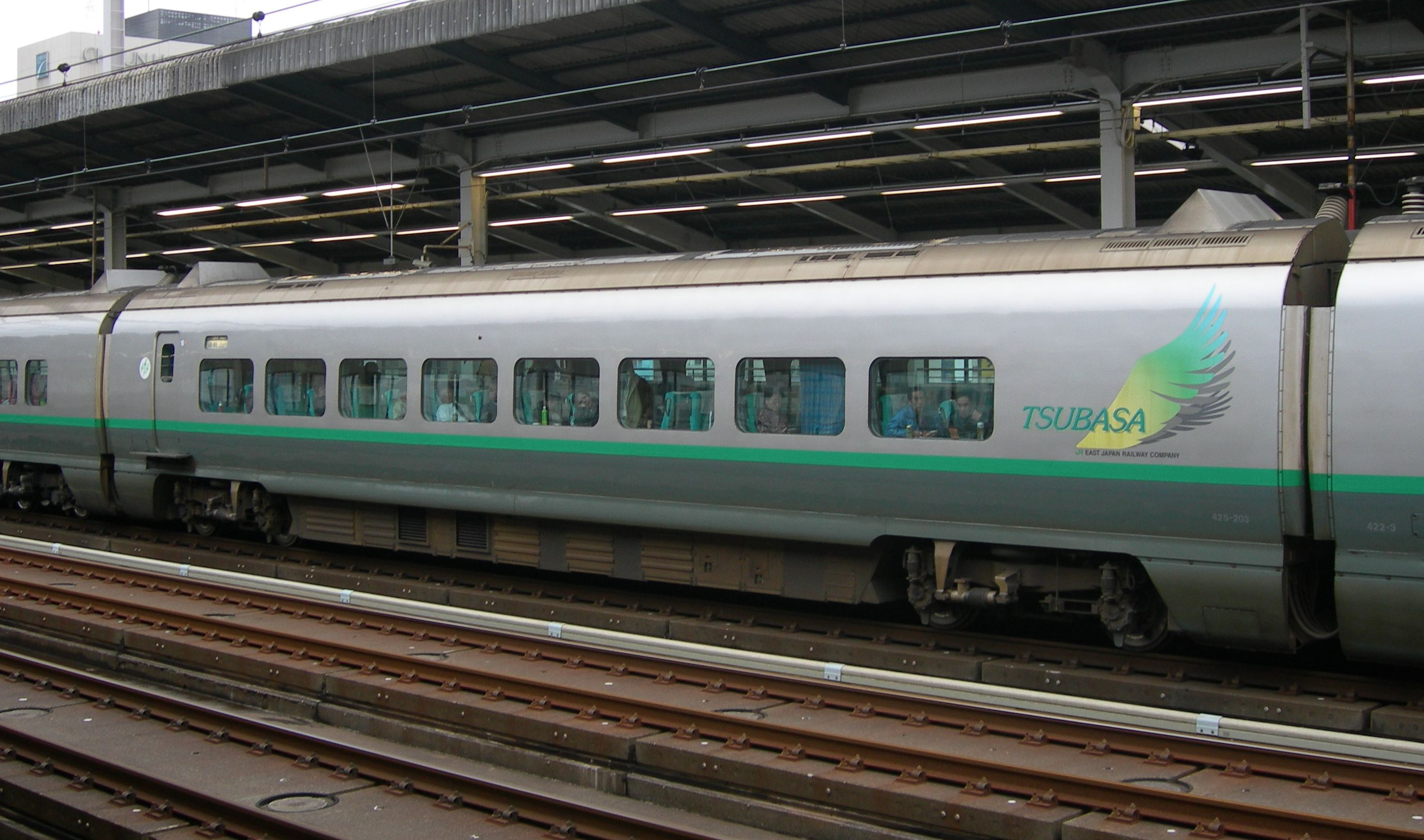
425型200番台（425-203）
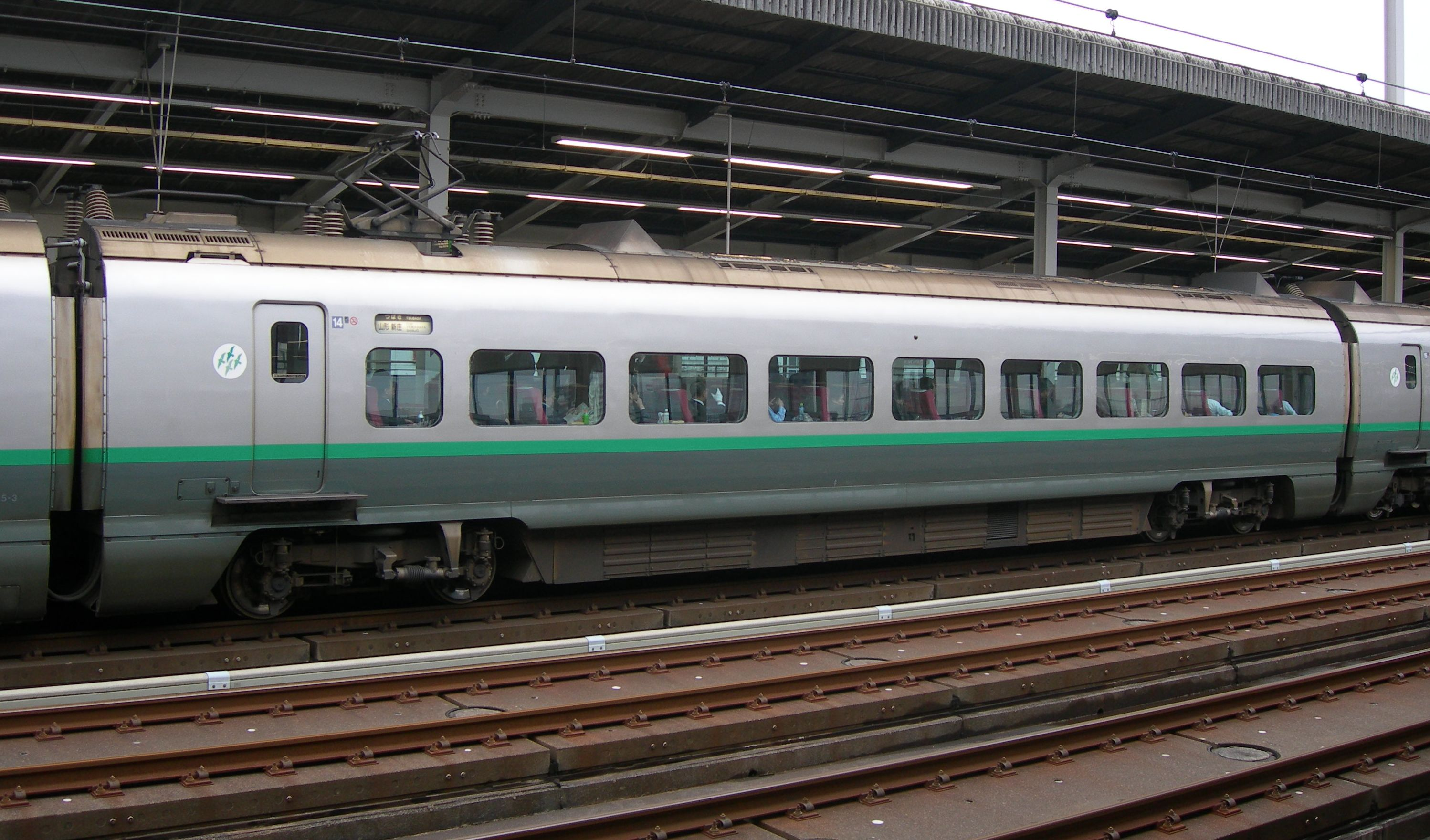
426型0番台（426-3）
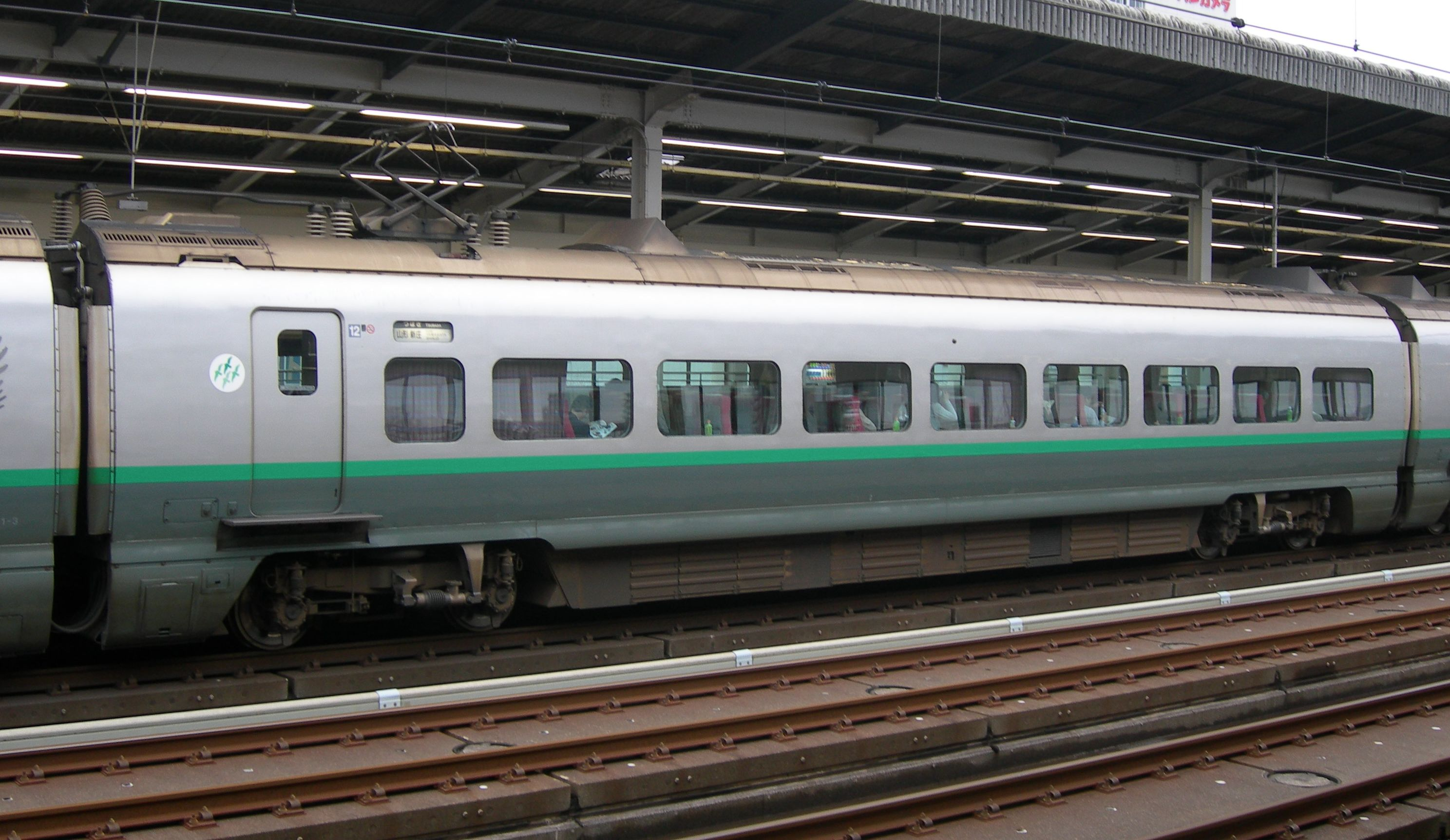
426型200番台（426-203）
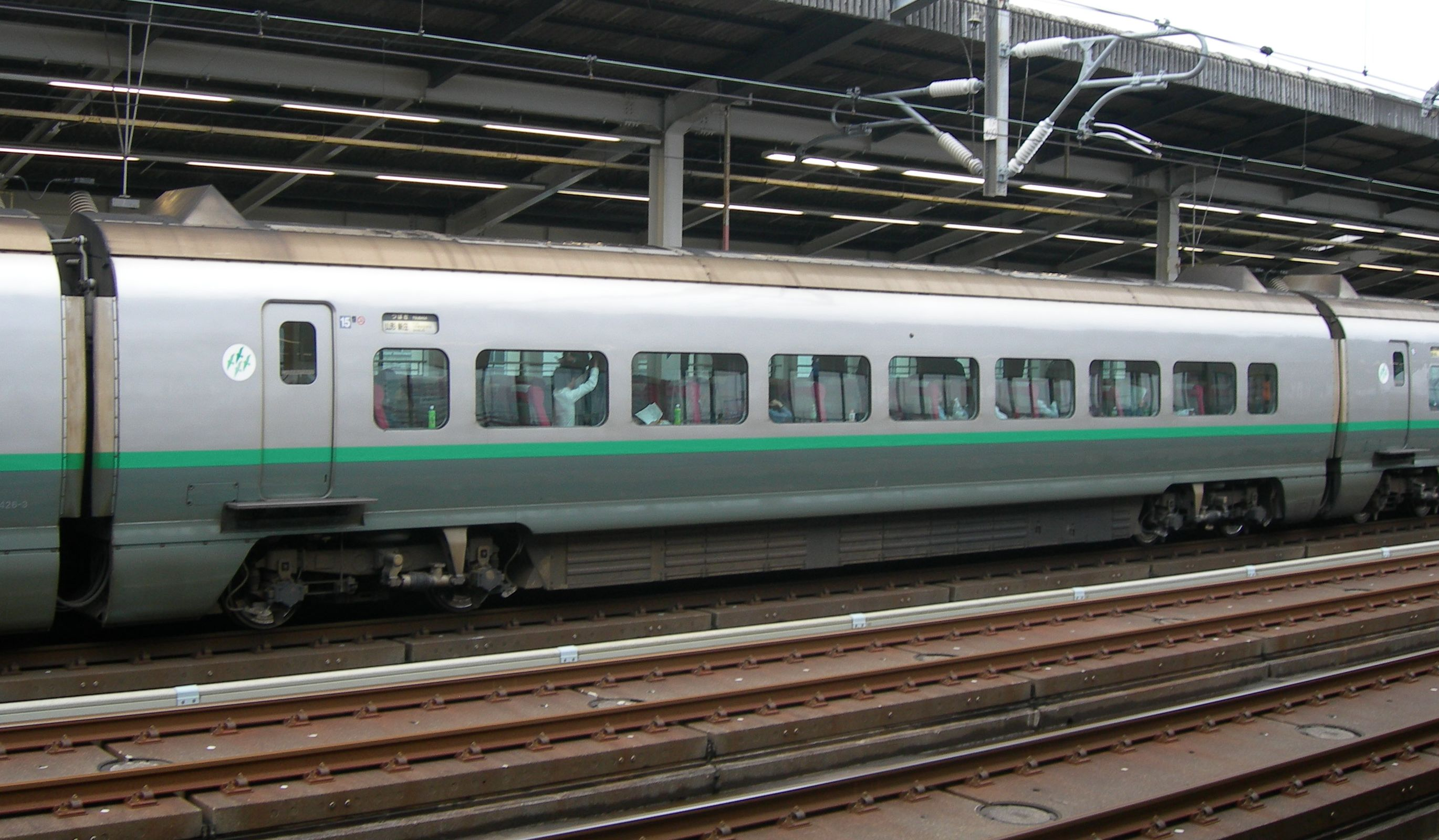
429型（429-3）

## 试製车輛（L1编組）
试制车輛是在作为通常的营運行驶為前提之下而进行开发的。與量產車輛相較，試置車輛在驾驶室的侧面有一個椭圆型小窗，各上下車門配備在東北新幹線區間內各車站所使用的活動式踏板、於列車底下机器的包覆構造、车身侧面的列車目的地表示器等部分也有些细微的差異。试制车輛在製造完成的时候車輛型式及号码是临时性的，編組名稱為S4；不过，在量产化改造成营业用车辆的时候，則將車輛的型式及号码作變更，並改為L1編組。
在制造完成时的型式及车辆号码（S4編組）

←东京 401-1 (MSC)- 402-1 (M')- 403-1 (M)- 404-1 (M')- 405-1 (M)- 406-1 (M'C)山形、新→
在量产化改造时的型式及车辆号码（L1编組）

←东京 411-1 (MSC)- 426-201 (M')- 425-1 (M)- 426-1 (M')- 425-201 (M)- 422-1 (M'C)山形、新→

### 与量產車輛的差异

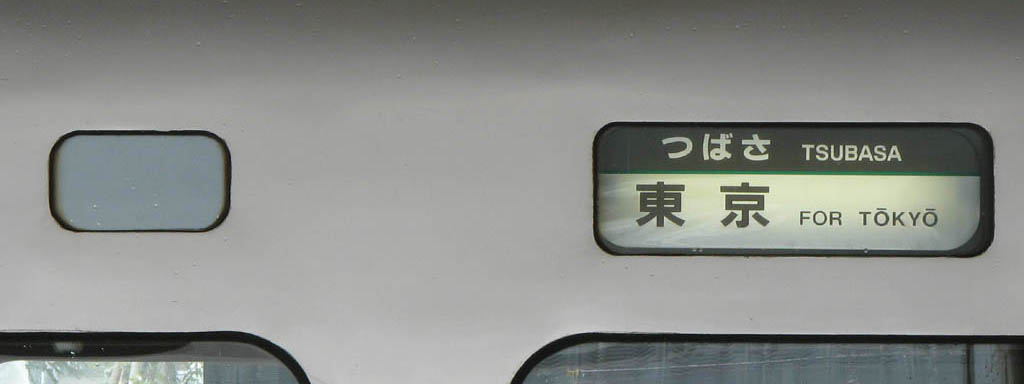
L1編組（試製編組）列車目的地表示器部分 （2008年2月27日 新庄站攝影）

- 车体形状

试制车輛與量產車輛除了在车体断面的形狀上有若干差異以外，第16、17号车厢的窗戶尺寸、间隔與第12-15号车厢有相同座席間距的配置上相比，其座位和車窗的位置关系上並没有一致。同时，试制车輛供乘客上下用的車門係使用滑塞式車门。在后期制造並被编入該編組的429-1型(第15号车厢)則使用与量产车輛相同样式的车体断面及乘客上下用車門。
- 驾驶室侧面的椭圆型小窗

在试制车輛出廠及試運行的時候就有设置，不过在量产化改造時就將該部分填補掉而消失不見，而量产车輛从營運开始當時就沒有设置。
- 分割合并装置

在试制车輛中两側的前头駕駛车廂均有装载此裝置，然而在量产車輛中只有在411型式(第11号车厢)有装载。
- 列車底下机器的包覆構造

在试制车輛出廠時即有安装，但在量产车輛和试制车輛編组所编入的429-1型無動力車廂(第15号车厢)則未安装。
- 列車目的地表示器

试制车輛除了列車目的地表示器以外，也设置獨立的自由席/指定席座位表示器。不过，后者的座位表示器部分在实际運行上並没被使用到。再者，试制车輛的列車目的地表示器為JR東日本的新干线列車中第一次採用LED式，而在量产车輛上則變更為字幕式。在2003年(平成15年)时，該試製車輛的列車目的地表示器也被變更為與量产车輛相同的字幕式。
- 车内
  - 试制车輛的綠色車廂在座位上配備有液晶电视，然而在量产化改造的时候就被撤除了。
  - 试制车輛普通车廂的坐臥兩用型座席方面也试制了可转换方向式(405-1型)和固定式(406-1型)的兩種樣式，但是在量產化改造之後就统一改為可轉換方向的坐臥兩用型座席。
  - 此外車廂內间隔墙和客室通道门的形状与量产车輛多少也有不同，不过这些在量产化改造之后仍有保留下來。

## 运用
「翼」的另外，由于间隔运用东京-那须盐原间驾驶的「那须野」（早晨和晚上的一部分列车。与E4系联结）也能使用。
同在山形新干线区间行车的E3系1000・2000号台共通运用被编制。

### 經過
当时使用於東北新幹線・山形新幹線擔任翼號班次及來往東京站至那須鹽原站的山彥號班次，與E4系「MAX」雙層列車並聯行駛。
由於400系已服役多年，列車的平均使用時數僅次於200系，因此JR東日本已決定於2008年10月至2009年夏季以E3系2000番台順序取代年事漸高的400系，退出營運服務，当时400系僅存L3編成仍然作每天運轉。
註:400系於2009年1月26日約下午2時30分開始進行解體作業。
到2010年2月末，為纪念山形新干线新庄延伸10周年，L3编成的車頭粘贴了标志「新庄延伸10th」的貼紙。
JR東日本於2010年4月為L3編成加開特別班次。4月3日為「ありがとう400系」由新庄開往東京，4月18日為「さよなら400系」同樣由新庄⇒開往東京。2班列車皆為直通列車,不會與E4系列車作並聯行駛。
・2班列車車名同為「谢谢400系 つばさ18號」，但開出時間不相同。（4月3日為早上7時57分開出,4月18日為早上8時46分開出）
在2010年4月17日的朝日新闻网站，有『JR东日本作为「铁路遗产」决定了411形式1辆保存』的报道。
现在，400系唯一一列L3編成已退出运营，取而代之的是E3系营运。
| 編組    | 出廠時間                        | 7辆編組化時間  | 新塗裝更新時間 | DS-ATC安装時間 | 归还日        | 调换編組 （E3系2000番台） | 備註                                             |
| ------- | ------------------------------- | -------------- | -------------- | -------------- | ------------- | ------------------------- | ------------------------------------------------ |
| (S4) L1 | 1990年11月1日 （1992年6月29日） | 1995年11月14日 | 2001年3月3日   | 2005年7月27日  | 2009年1月1日  | L61                       | 1992年6月29日 改造為量產車輛後一併更改編組名稱   |
| L2      | 1992年1月17日                   | 1995年11月30日 | 2001年9月14日  | 2005年10月7日  | 2009年1月23日 | L62                       |                                                  |
| L3      | 1992年1月28日                   | 1995年12月2日  | 2001年6月11日  | 2005年9月12日  | 2010年4月30日 | L72                       | 最后剩下的编組 411-3號車廂獲得保留，於博物館展出 |
| L4      | 1992年3月6日                    | 1995年12月12日 | 1999年12月16日 | 2005年5月28日  | 2009年9月18日 | L71                       | 更新為新塗裝的第1編組                            |
| L5      | 1992年3月23日                   | 1995年12月10日 | 2000年7月28日  | 2005年11月26日 | 2009年4月21日 | L66                       |                                                  |
| L6      | 1992年4月2日                    | 1995年12月8日  | 2001年10月16日 | 2005年12月24日 | 2009年5月26日 | L68                       | 上行開業第一辆列車編組                           |
| L7      | 1992年4月13日                   | 1995年12月6日  | 2000年9月19日  | 2005年11月2日  | 2009年5月15日 | L67                       |                                                  |
| L8      | 1992年5月1日                    | 1995年12月4日  | 2000年6月19日  | 2005年6月24日  | 2009年4月3日  | L65                       |                                                  |
| L9      | 1992年5月11日                   | 1995年12月20日 | 2000年4月14日  | 2006年3月22日  | 2009年2月21日 | L63                       |                                                  |
| L10     | 1992年5月29日                   | 1995年12月14日 | 2001年3月30日  | 2006年2月28日  | 2009年8月7日  | L70                       |                                                  |
| L11     | 1992年6月12日                   | 1995年12月16日 | 2001年2月19日  | 2006年2月6日   | 2009年6月19日 | L69                       |                                                  |
| L12     | 1992年6月25日                   | 1995年12月18日 | 2000年5月29日  | 2005年4月27日  | 2009年3月19日 | L64                       |                                                  |

### 纪念400系引退纪念列车
400系在营业运用撤退前，在新庄→东京的区间增設2班临时列车。2班临时列车全為「全座位指定席」不會跟E4系联结行走，是全区间的400系单独行车。翼18号，象徵400系从1992年开业到現在2010年使用了18年的意思。乘坐此2班列车的乘客，都会派发乘车证明书及紀念品。
4月18日营运的「翼18号 再见400系」開出前，JR在新庄站和山形站召开了出發式。1号站长发出信号，使用鼓鼓笛(新庄站)/花笠舞(山形站)等欢送400系。
| 运营日  | 列車名           | 运营区間（始发・最后到达時间） | 途中停車站                                                                                 | 使用 編成 | 備考              |
| ------- | ---------------- | ------------------------------ | ------------------------------------------------------------------------------------------ | --------- | ----------------- |
| 4月3日  | 翼18号 多謝400系 | 新庄 7:57始发 → 東京 11:48到达 | 大石田・村山・櫻桃東根・天童・ 山形・上之山溫泉・赤湯・高畠・ 米澤・福島・郡山・大宮・上野 | L3        |                   |
| 4月18日 | 翼18号 再见400系 | 新庄 8:46始发 → 東京 12:48到达 | 大石田・村山・櫻桃東根・天童・ 山形・上之山溫泉・赤湯・高畠・ 米澤・福島・郡山・大宮・上野 | L3        | 400系最后一次营运 |

### 退役後
在2010年4月中，JR東日本宣佈將保留L3編組的411-3號先頭車箱。及後，該頭車曾長期封存於福島站內「福島綜合運輸區」，直至2017年12月正式入藏鐵道博物館新翼。

## 外部連結
- JR東日本車輛圖鑑（JR東日本）
- 川崎重工業產品介紹